# ジョージ・ブルーデネル (第3代カーディガン伯爵)

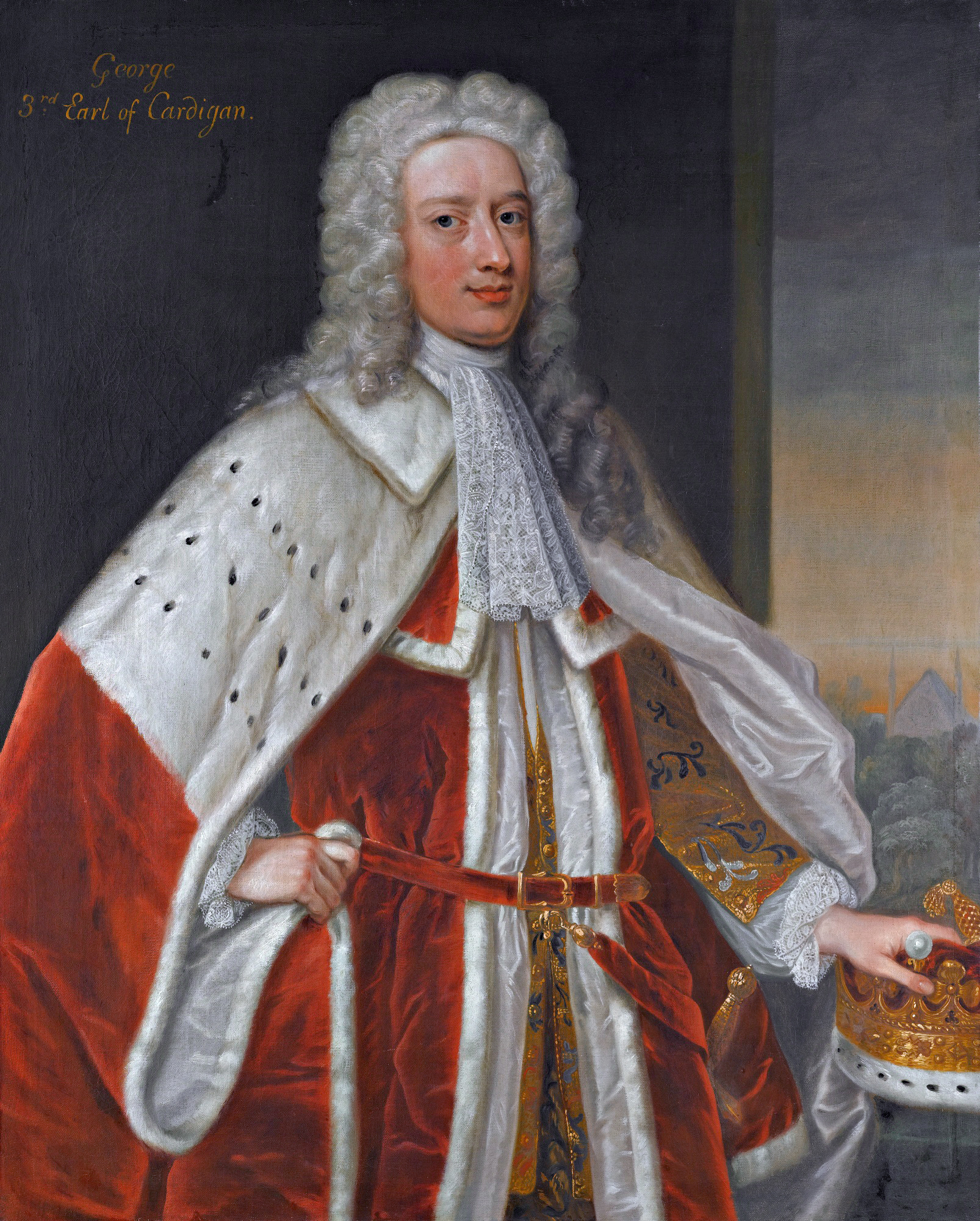
イーノック・シーマンによる肖像画。

第3代カーディガン伯爵ジョージ・ブルーデネル（英語: George Brudenell, 3rd Earl of Cardigan、1685年9月29日 – 1732年7月5日）は、イギリスの貴族。1698年から1703年までブルーデネル卿の儀礼称号を使用した。

## 生涯
ブルーデネル卿フランシス・ブルーデネルとフランシス・サヴィルの息子として生まれ、1698年に父が死去、1703年7月16日に祖父にあたる第2代カーディガン伯爵ロバート・ブルーデネルが死去するとカーディガン伯爵の爵位を継承した。1709年1月11日、貴族院議員に就任するためにカトリック信仰を放棄した。
1711年1月7日から1714年12月1日までノーサンプトンシャー首席治安判事を、1712年から1715年まで、バックハウンド管理長官を務めた。
1732年7月5日に死去、長男ジョージが爵位を継承した。

## 家族
1707年5月15日、エリザベス・ブルース（1745年12月没、第3代エルギン伯爵および第2代アイルズベリー伯爵トマス・ブルースの娘）と結婚、4男2女をもうけた。
- ジョージ（1712年 – 1790年） - 第4代カーディガン伯爵、初代モンタギュー公爵
- ジェームズ（英語版）（1725年 – 1811年） - 第5代カーディガン伯爵
- ロバート（英語版）（1726年 – 1768年） - 庶民院議員
- トマス（1729年 – 1814年） - 第2代ブルース男爵、初代エイルズベリー伯爵